# Michael Forgeron
Michael Joseph Forgeron (Main-à-Dieu, 24 de enero de 1966) es un deportista canadiense que compitió en remo.
Participó en dos Juegos Olímpicos de Verano, obteniendo una medalla de oro en Barcelona 1992, en la prueba de ocho con timonel, y el séptimo lugar en Atlanta 1996, en el doble scull.

## Palmarés internacional
| Juegos Olímpicos | Juegos Olímpicos   | Juegos Olímpicos | Juegos Olímpicos |
| Año              | Lugar              | Medalla          | Prueba           |
| ---------------- | ------------------ | ---------------- | ---------------- |
| 1992             | Barcelona (España) | Medalla de oro   | Ocho con timonel |